# Leggenda della morte di Paul McCartney
(Paul McCartney)

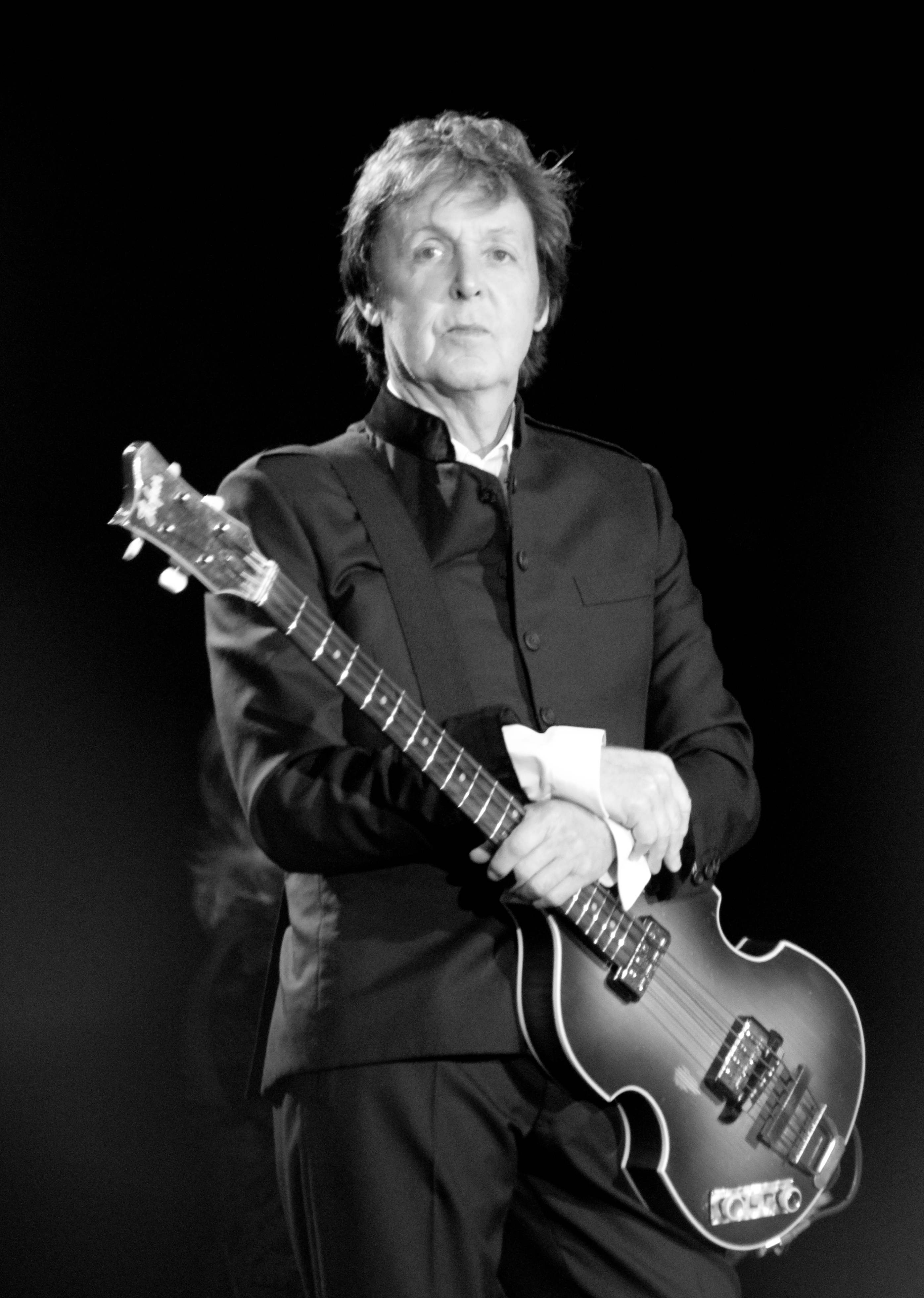
Paul McCartney, qui fotografato nel 2010

La leggenda della morte di Paul McCartney (talvolta citata come PID, acronimo dell'espressione inglese Paul Is Dead, «Paul è morto») è una nota teoria del complotto sul mondo del rock. La leggenda metropolitana, che ha cominciato a circolare dal 1969, sostiene che il musicista e cantautore britannico Paul McCartney, all'epoca bassista dei Beatles e successivamente artista solista, sia morto nel 1966 a seguito di un incidente stradale e che, per questo motivo, sia stato sostituito da un sosia in tutte le apparizioni pubbliche da quel momento in poi. A sostegno della tesi vengono indicati labili ed equivoci indizi, come certi presunti messaggi nascosti negli anni dai Beatles nelle loro opere.

## Leggenda

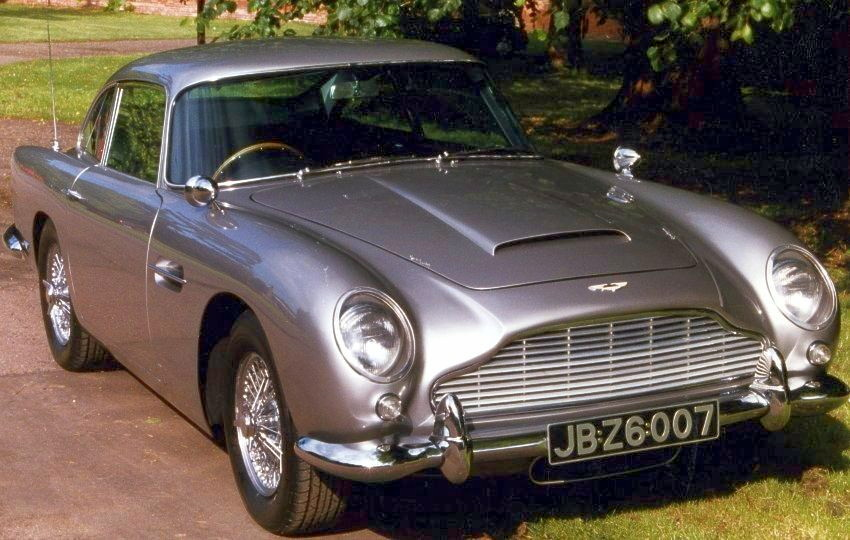
Un'Aston Martin DB5, auto analoga a quella che sarebbe stata coinvolta nell'incidente

La leggenda presenta diverse versioni, con dettagli variabili. Nella teoria che ha trovato più seguito si narra che la notte del 9 novembre 1966 (un mercoledì, dettaglio che sarà importante ricordare) Paul McCartney, che all'epoca aveva 24 anni, sarebbe uscito dalla sala prove dopo un violento litigio con gli altri tre Beatles, sarebbe salito sulla sua auto per tornare a casa e lungo il percorso avrebbe fatto salire a bordo una giovane autostoppista di nome Rita. Rendendosi conto che la persona al volante era Paul dei Beatles, la ragazza avrebbe avuto una reazione esagitata, distraendo ulteriormente un McCartney già stanco e nervoso, il quale non avrebbe notato un semaforo rosso. Per evitare la collisione con un altro veicolo, l'auto sarebbe uscita di strada, schiantandosi contro un albero, uccidendo entrambi i passeggeri e prendendo così fuoco; in questo modo il volto del Beatle sarebbe rimasto completamente sfigurato.
Alla notizia dell'improvvisa morte del bassista, John Lennon e l'allora manager Brian Epstein avrebbero deciso di seppellirlo di nascosto per non comunicare un evento che sarebbe stato sicuramente molto traumatico per il fandom e per non pregiudicare il futuro del gruppo all'apice del successo. Avrebbero quindi cercato un sosia, individuandolo nell'attore scozzese William Stuart Campbell, che avrebbero convinto a sottoporsi a chirurgia plastica per accentuare la somiglianza con McCartney. In altre versioni il sosia è chiamato William Sheppard e sarebbe un ex poliziotto canadese. La sostituzione sarebbe stata dissimulata rinunciando temporaneamente alle esibizioni dal vivo (dal 1966 fino al 1969 è infatti certo che i Beatles non tennero nessun concerto dal vivo, eccetto l'esibizione sul tetto della Apple Corps Ltd. del 1969), in modo da non far notare la maggiore statura del sosia e dargli modo di apprendere al meglio l'imitazione delle movenze e della voce di Paul.

## Origine della leggenda
La leggenda pare trarre origine dalla confusione tra diverse notizie di incidenti stradali in cui McCartney sarebbe stato coinvolto tra il 1965 e il 1967. Un incidente descritto come una caduta dal motorino è stato collocato il 26 dicembre 1965; un'altra versione invece lo sposta proprio alla data del 9 novembre 1966 e riferisce che Paul si stava recando da una cugina in compagnia dell'amico Tara Browne, guidando sotto l'effetto di marijuana. La narrazione si completa delle lievi lesioni riportate dal Beatle (la rottura di un dente e una ferita al labbro), coincidenti con quelle visibili nei videoclip delle canzoni Rain e Paperback Writer trasmessi in televisione nel giugno 1966. Il 7 gennaio 1967 si diffuse la notizia di un incidente mortale, che fu smentita dall'ufficio stampa dei Beatles e da un articolo intitolato False rumour sul numero 43 della fanzine The Beatles Book.

## Inizio e diffusione della storia
Nel mese di settembre del 1966 Tony Barrow, capo ufficio stampa dei Beatles, cominciò a ricevere telefonate – alcune allusive, altre più esplicite – provenienti da redazioni di Fleet Street, la strada di Londra in cui hanno sede i più importanti quotidiani inglesi, che indagavano sullo stato di salute di Paul McCartney. Gli esponenti della stampa britannica chiedevano conto di una strana voce in circolazione secondo cui il Beatle era morto. Barrow si assicurò che Paul fosse vivo e vegeto e richiamò i giornali comunicando le perfette condizioni di salute del musicista, quindi per i successivi tre anni la voce andò scomparendo.
La sera del 12 ottobre 1969 il disc jockey Russell Gibb, durante una trasmissione radiofonica sulla rete WKNR di Detroit, raccontò che la sera precedente aveva ricevuto una telefonata nella quale un ascoltatore che si era presentato come "Tom" gli aveva confessato di essere a conoscenza di un clamoroso segreto: Paul McCartney era morto in un incidente stradale alle 5 del mattino di mercoledì 9 novembre 1966. A riprova delle sue affermazioni, il misterioso individuo indicava numerosi indizi presenti nei dischi dei Beatles. Due giorni dopo la trasmissione radiofonica di Gibb, il 14 ottobre 1969, un giornale locale di Detroit pubblicò un articolo firmato dal giornalista Fred Labour intitolato McCartney Dead: New Evidence Brought to Light. Nel suo pezzo Labour introdusse per la prima volta l'ipotesi che il nome del fantomatico sostituto di McCartney fosse tale William Campbell. A posteriori Labour ammetterà di aver inventato il nome abbinando il nome della località di villeggiatura dove McCartney stava soggiornando all'epoca, Campbeltown, nella penisola del Kintyre in Scozia, e il nome Billy Shears, che appare in un brano di Sgt. Pepper's Lonely Hearts Club Band ("Billy" è un popolare diminutivo del nome William). Nelle prime ore del mattino del 21 ottobre 1969, anche Roby Yonge, un disc jockey della stazione radio WABC di New York, discusse e commentò in diretta le voci sulla morte del Beatle per più di un'ora, prima di venire interrotto per limiti di tempo. Circa nello stesso periodo, apparve nelle edicole una rivista dal titolo Paul McCartney Dead: The Great Hoax che pareva rinforzare e dare credito ai molti strani elementi che circondavano la faccenda. Pubblicata sull'onda emotiva e sul clamore che la storia aveva suscitato presso il grande pubblico, presentava con dovizia di particolari la presunta storia della morte di Paul. Presto la notizia fece il giro del mondo e i fan, specialmente gli studenti delle università statunitensi, cominciarono a fare a gara fra di loro nello scovare i messaggi nascosti. Tutti i precedenti dischi del gruppo ricominciarono a vendere moltissimo, compresi gli album precedenti il 1966, l'anno della presunta morte di Paul. Particolarmente curioso fu il fatto che i fan rintracciassero indizi e messaggi potenzialmente allusivi alla teoria anche nei dischi antecedenti la data del presunto decesso.

## Gli ipotetici indizi: Album con i Beatles
I sostenitori della teoria adducono come prove numerosi indizi che i tre Beatles superstiti avrebbero disseminato nelle loro opere successive alla tragedia. Anche il motivo per cui questi indizi sarebbero stati forniti è controverso: secondo alcuni lo scopo sarebbe stato quello di far conoscere la verità indirettamente, poco alla volta, mentre secondo altri Lennon, Harrison e Starr non avrebbero mai voluto far scoprire il fatto, pertanto si tratterebbe di indizi involontari e forniti in modo inconscio. I detrattori della teoria invece ritengono che i Beatles avrebbero comunque giocato sulla popolarità del mito, introducendo volontariamente riferimenti allusivi e falsi indizi.

### Help! (1965)
Nella copertina di Help!, McCartney è l'unico senza cappello, come per simboleggiare un estraneo al gruppo (alcuni hanno addirittura ipotizzato che possa essere una metafora della presunta decapitazione avvenuta nell'incidente). Se si ascolta al contrario la canzone Help!, si udirebbe secondo alcuni la frase «Now we need a member» ("Ora ci serve un membro [nel gruppo]"). Viene fatto riferimento anche alla celebre Yesterday, nella quale è presente un verso che recita: «I'm not half the man I used to be, there' s a shadow hanging over me» ("Non sono neanche metà dell'uomo che ero, c'è un'ombra che incombe su di me").
Questi indizi possono non essere considerati validi, poiché risalgono al 1965, e, secondo la leggenda, almeno nella versione "classica", il bassista sarebbe deceduto nel 1966.

### Rubber Soul (1965)
Nella copertina di Rubber Soul, la scritta del titolo sembrerebbe un cuore rovesciato e decisamente spezzato. La prospettiva della foto è dal basso: secondo i sostenitori della teoria, il gruppo sarebbe infatti ripreso dalla prospettiva della tomba di Paul.
Nel brano Nowhere Man Lennon canta: «Nowhere man, can you see me at all?» ("Uomo inesistente, puoi vedermi?"), letto dai sostenitori della teoria come un'indicazione del fatto che McCartney, in quanto deceduto, non esista più e non possa più vedere nessuno. Anche in questo indizio è facile osservare una fondamentale incongruenza: l'album fu pubblicato nel 1965, l'anno precedente la presunta morte.

### We Can Work It Out (1965)
Il singolo We Can Work It Out, uscito proprio in coincidenza di una delle presunte date del decesso (dicembre 1965, data alternativa a quella classica, nel novembre 1966), presenta un'allusione a una scomparsa già nel titolo, che tradotto in italiano significa "Noi ci possiamo riuscire": secondo i sostenitori di questa versione della teoria, tale frase si riferisce alla possibilità del gruppo di continuare a lavorare senza McCartney. In realtà la canzone sarebbe ispirata alla relazione turbolenta fra McCartney e l'attrice britannica Jane Asher; infatti i due, nel 1965, stavano attraversando un momento di tensione.

### Yesterday and Today: The Butcher Cover (1965)
Butcher Cover ("copertina del macellaio") è il nome che fu dato alla prima versione della copertina dell'album Yesterday and Today, uscito nel mercato statunitense nel 1966. In questa copertina si vedono i Beatles con camici da macellaio, bambole fatte a pezzi e carne cruda. L'idea della "Butcher Cover" era venuta in mente proprio allo stesso McCartney e secondo quest'ultimo aveva la finalità di mostrare il punto di vista dei Beatles sulla guerra del Vietnam, anche se i sostenitori della teoria affermano invece che tutta la copertina sia piena di allusioni alla morte di Paul.
Sul braccio di Paul c'è una dentiera, che starebbe ad a indicare i denti che Paul avrebbe perso nell'incidente: George tiene una testa di bambola vicino a Paul, simbolo delle ferite al capo riportate nello scontro; sempre Paul porta al polso un orologio che, se guardato con una lente di ingrandimento, segnerebbe l'ora del fatale incidente, le 5 di mattina; in generale la copertina simboleggerebbe la natura del terribile incidente.
Quando la copertina fu rifatta perché ritenuta troppo "forte", Paul venne ritratto all'interno di un baule molto simile a una bara.

### Revolver (1966)
Sulla copertina di Revolver, realizzata dal loro amico Klaus Voormann, McCartney è l'unico defilato, di profilo. In alto a sinistra compare il viso di Paul con un'espressione che potrebbe essere di sofferenza. La maggior parte dei cosiddetti indizi di Revolver, tuttavia, si troverebbero nei testi delle canzoni.
Il tema della morte compare nelle canzoni Taxman, Eleanor Rigby e She Said She Said, e, dato che l'album è uscito nel periodo in cui, secondo le versioni più accreditate, Paul morì, potrebbe essere stato uno dei fattori scatenanti della leggenda. Nel brano d'apertura dell'album, Taxman, Harrison canta «If you drive a car» e «if you get too cold»; la prima frase significa "Se guidi un'auto" (collegata all'incidente stradale in cui sarebbe stato coinvolto McCartney), mentre l'altra può significare "Se ti viene troppo freddo" ma anche "Se diventi troppo freddo" (a seguito della presunta morte).
In Tomorrow Never Knows (titolo tratto dal libro tibetano dei morti) Lennon canta: «Play the game of existence to the end» ("Gioca il gioco della vita sino alla fine").
Alcuni versi dei brani cantati da Paul (o dal suo sostituto secondo i sostenitori della leggenda) vengono interpretati come indizi ancor più espliciti e addirittura rivelatori di nuovi elementi. In Got to Get You into My Life, Paul canta «I took a ride, I didn't know what I would find there» ("Andai a farmi un giro, e non sapevo cos'avrei trovato"), e poco dopo: «Then I suddenly see you» ("Poi all'improvviso ti vedo"), entrambi versi che si riferirebbero al viaggio in auto fatale e al suo incontro con l'autostoppista Rita (o con la morte).
Il riferimento più esplicito comparirebbe però nel celebre brano Eleanor Rigby, che recita: «Father McKenzie, writing the words of a sermon that no one will hear [...] wiping the dirt from his hands as he walks from the grave» ("Padre McKenzie, che scrive le parole di un sermone che nessuno ascolterà […] pulendosi le mani dalla terra mentre si allontana dalla tomba"). Entrambe le parti del testo si riferirebbero al funerale di Paul e non a quello della protagonista della canzome, la defunta Eleanor Rigby, sepolta realmente nel cimitero di St. Peter a Woolton (Liverpool), al quale "non venne nessuno" (nobody came). Per alcuni sostenitori della teoria, la canzone avrebbe proprio lo scopo di rivelare che la cerimonia sarebbe stata veramente ufficiata da un certo "padre McKenzie"; per di più, nella versione originale del brano, il nome del prete era "Father McCartney", il che renderebbe la cosa ancor più macabra (con Paul che celebrerebbe da solo il suo stesso funerale).
Come nel caso di Help! e Rubber Soul, anche questi indizi sono poco attendibili, dal momento che la data del presunto incidente è il 9 novembre 1966 e Revolver fu pubblicato il 5 agosto 1966, con tutti i pezzi citati già depositati.

### A Collection of Beatles Oldies (But Goldies!) (1966)
Anche nella copertina della raccolta A Collection of Beatles Oldies (But Goldies!) si teorizzano messaggi subliminali. I sostenitori della teoria PID, infatti, affermano che la parola oldies ("vecchi") contiene la parola dies ("muore") preceduta da una O e da una L, ovvero dalle lettere che, nell'alfabeto, precedono rispettivamente la P e la M: in questo modo si arriverebbe all'espressione P. M. DIES, ossia P. M. muore, dove P. M. sono ovviamente le iniziali di Paul McCartney. Nel centro dell'immagine è poi presente un'auto che si dirige verso la testa del personaggio (che può ricordare vagamente McCartney) in copertina: ciò sarebbe un riferimento all'incidente e alle ferite al capo riportate. Cronologicamente questo sarebbe il primo indizio coerente con la leggenda, essendo l'album uscito il 9 dicembre 1966, un mese dopo la data classica della presunta morte di McCartney.

### Sgt. Pepper's Lonely Hearts Club Band (1967)

#### Copertina anteriore
La copertina di Sgt. Pepper's Lonely Hearts Club Band, con la sua ricchezza di particolari, è stata oggetto di analisi approfondite da parte dei sostenitori della teoria, che vi hanno trovato decine d'indizi. Sulla destra compare una bambola raffigurante l'attrice bambina Shirley Temple che ha sul grembo un modellino d'auto di marca Aston Martin (l'auto che Paul avrebbe guidato il giorno dell'incidente) di color bianco e con l'interno rosso sangue. La bambola indossa un maglione con la scritta: “WELCOME THE ROLLING STONES” (Benvenuti, Rolling Stones), i quali sarebbero stati a conoscenza del complotto essendo amici della band. Inoltre la figura di vecchietta che tiene la bambola sulle ginocchia indossa sulla mano sinistra un guanto da automobilista macchiato da un liquido rosso che sembrerebbe sangue. Il televisore spento in terra sulla destra suggerirebbe l'idea che la notizia della tragedia venne tenuta celata ai media.
Una composizione floreale gialla in basso a destra ha la forma di un basso Hofner mancino (lo strumento di Paul) con tre corde: la quarta corda (Paul, uno dei quattro Beatles) non c'è più. Essa è stata interpretata come una decorazione tombale. Sopra il basso (ovviamente orientato con la tastiera verso destra - così suonano i mancini come Paul McCartney), la scritta BEATLES composta con fiori rossi. Accanto, una composizione di fiori rossi a forma circolare che per molti deve essere letta assieme al nome del gruppo a formare "BEATLESO". Per i sostenitori della tesi PID tale scritta deve essere divisa in "BE AT LESO", a indicare il luogo ove sarebbe stato sepolto Paul (in Lesotho). La composizione di fiori gialli, secondo alcuni, formerebbe la parola "Paul" con un punto interrogativo finale (Paul?). Paul è anche l'unico a impugnare uno strumento nero (un corno inglese, della famiglia dei legni, a differenza di John, Ringo e George che hanno in mano degli ottoni). Inoltre, gli strumenti che compaiono sulla scena non sono quattro, bensì cinque: il quinto strumento è ai piedi del Ringo "giovane", quello in cera, ed è un eufonio, o bombardino, questo invece parte degli ottoni.
Al centro dell'immagine, nella parte inferiore, compare una statuetta di Siva ("il distruttore"), con due mani alzate che indicano entrambe Paul (secondo altre fonti la statuetta raffigurerebbe invece Lakshmi). Ancora, John, George e Ringo sono ripresi lateralmente e Paul frontalmente, cosa che contribuisce a far apparire la sua immagine come una sorta di sagomato rispetto alle immagini più tridimensionali dei suoi compagni. E ancora: Paul, che sulla copertina si trova in piedi tra Ringo Starr e George Harrison, sembra che venga sorretto da questi ultimi, come a simboleggiare che non è più in grado di reggersi in piedi. Compare poi una mano alzata sopra la testa di Paul (cosa che si ripeterà curiosamente in parecchie altre occasioni) ed è stato detto che ciò possa essere un simbolo di morte in alcune società orientali. Infine, a sinistra si trovano quattro statue di cera raffiguranti i Beatles in abiti scuri, come se presenziassero a un funerale. Le quattro figure sembrano guardare verso il basso rivolti a una presunta "tomba" (cioè quella di Paul). Paul tiene la sua mano sulla spalla di Ringo, il quale appare particolarmente triste e affranto, come per consolarlo.

##### 1 ONE IX HE <> DIE

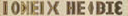
Il "Drum Clue", presunto messaggio nascosto sulla copertina di Sgt. Pepper's.

Se si prende uno specchio (rivolto verso la parte alta dell'immagine), e lo si appoggia in modo tale che tagli a metà, orizzontalmente, la scritta "LONELY HEARTS" sulla grancassa della batteria in copertina, si formano le due frasi "1 One 1" e "He die" ("1 1 1" sarebbero i tre superstiti e "he die", seppure scorretto da un punto di vista grammaticale, significa qualcosa come "lui muore" ["he dies"] o "lui morì" ["he died"]). Un'altra possibile interpretazione potrebbe essere "1ONE IX HE <> DIE", in cui "11 IX" starebbe per 9 novembre, data della presunta morte, indicata però nel formato non britannico ma statunitense, e cioè prima il mese e poi il giorno (altre versioni della leggenda PID indicano invece proprio la data 11/09, l'11 settembre 1966, come giorno nel quale McCartney morì, anche se questa datazione è in netto contrasto con l'esistenza di una fotografia scattata il 13 settembre 1966 che ritrae Paul e Ringo insieme a Tom Jones durante una premiazione in TV). La freccia che compare fra "he" e "die" punta proprio verso Paul. Questo è il famoso "Drum Clue" ("indizio della grancassa"), uno dei più discussi. Risulta inoltre strano o quantomeno curioso e inquietante che l'artista ideatore del disegno della grancassa indicato in copertina sia un certo "Joe Ephgrave", della cui reale esistenza non si hanno notizie certe e la cui identità sembra non essere presente in nessuna parte. È stato più volte ipotizzato che possa essere un nome fittizio, creato componendo proprio le parole epitaph ("epitaffio") e grave ("tomba").

#### Copertina posteriore: «Wednesday morning at five o'clock...»
Nuovi presunti indizi vengono anche dal retro della copertina, in cui Paul è l'unico ripreso di spalle, ha tre bottoni neri sul retro della giubba (ad indicare i tre Beatle rimasti) e appare troppo alto rispetto agli altri: qui compaiono i testi delle canzoni sovrapposti a una nuova immagine del quartetto.
George punta il dito verso la scritta "at five o'clock" ("alle cinque", l'ora dell'incidente) presente nel testo della canzone She's Leaving Home. Ulteriore riferimento cronologico è quello di mercoledì («Wednesday morning at five o'clock») nella predetta canzone. Infatti, il 9 novembre 1966, data della presunta morte del vero Paul, era proprio un mercoledì. Nell'album si trova anche un altro riferimento all'orario presunto dell'incidente, nel brano Good Morning Good Morning, anche se questo indizio non è attendibile in quanto John Lennon si riferisce alle cinque di pomeriggio (l'ora del tè) e non alle cinque di mattina. Inoltre la testa di McCartney è proprio accanto al verso "Without you" ("senza di te") tratto dalla canzone di Harrison Within You Without You. Secondo alcuni sostenitori, le quattro sagome starebbero a simboleggiare anche la scritta "LOVE" ("amore") con le mani: infatti Lennon, Harrison e Starr sono ripresi di fronte, mentre l'unico a esser di spalle è proprio Paul. Ora, tornando alla parola "LOVE", il primo (George) rappresenterebbe una "L", John Lennon e Ringo Starr comporrebbero la lettera "V" e rispettivamente la lettera "E"; Paul dovrebbe perciò formare una "O". Ma, di fatto, questo va interpretato come un elemento mancante, giacché Paul non mima nessuna lettera, come se fosse stato cancellato. "Love", "amore", o "affetto", che i tre superstiti avrebbero perso per la scomparsa di una persona cara.

#### Immagine interna: O.P.D.
Nell'immagine interna, sul braccio della divisa di Paul, appare una toppa nera con una scritta che a prima vista sembrerebbe recare la scritta O.P.D., sulla quale si è speculato parecchio. Due interpretazioni possibili secondo i sostenitori della teoria sono: "Officially Pronounced Dead" ("ufficialmente dichiarato morto") e "Ontario Police Department" (il "dipartimento di polizia dell'Ontario", in cui avrebbe servito Sheppard).

#### Billy Shears
Anche i testi delle canzoni sono ricchi di spunti: non va dimenticato che con Sgt. Pepper i Beatles completano la transizione cominciata con Rubber Soul e Revolver, con la quale i loro testi diventano sempre più psichedelici, ricchi di nonsense, allusivi e immaginifici.
Nel brano d'apertura, Paul presenta un certo "Billy Shears": Billy è diminutivo di William (il nome attribuito al suo sosia) e "Billy Shears" può essere interpretato come una sorta di gioco di parole: "Billy's here" ("Billy è qui"), anche se Ringo Starr affermerà anche in una canzone da solista (I'm the Greatest, composta da Lennon) di essere lui il Billy Shears in questione.
Il brano Lovely Rita (da cui i sostenitori della teoria hanno ricavato il nome dell'autostoppista) parla certamente di automobili e di uno sguardo scambiato con una certa Rita.
Nella canzone Being for the Benefit of Mr. Kite!, il testo dice: «The band begins at ten to six» ("La banda comincia alle 6 meno 10"). Queste parole possono esser messe in rapporto con le canzoni presenti nel disco, che corrispondono a 10, Lovely Rita, e 6, She's Leaving Home. Inoltre, secondo un'altra versione, prendendo la frase in questione e mettendola nella grancassa della copertina anteriore si scopre che le frecce indicano rispettivamente il vecchio Paul e la tomba floreale.
In Good Morning Good Morning è presente la strofa: «Nothing to do to save his life, call his wife in» ("Niente da fare per salvargli la vita, chiamate sua moglie"), parole interpretate come un altro riferimento all'incidente mortale che avrebbe coinvolto Paul.
Inoltre, nella traccia Sgt. Pepper's Lonely Hearts Club Band (Reprise), se ascoltata al contrario, si sentirebbe la frase «...It was a fake moustache» ("Era un paio di baffi finti"), riferimento ai baffi che il sostituto di Paul, Billy appunto, avrebbe indossato per camuffare i suoi tratti somatici non del tutto identici a quelli di Paul.

#### «He blew his mind out in a car»
Il brano A Day in the Life conterrebbe parecchi indizi, tra cui i versi: «He didn't notice that the lights had changed» ("Non si accorse che il semaforo aveva cambiato colore"), «He blew his mind out in a car» ("S'è fatto saltare le cervella in macchina"), «They'd seen his face before» ("La gente aveva già visto il suo volto"). In realtà il riferimento del brano da Lennon e McCartney, è all'incidente automobilistico che nel 1966 costò la vita a Tara Browne, rampollo dei birrai irlandesi Guinness oltre che amico dei Beatles.
La cosiddetta "The Inner Groove", traccia fantasma, situata alla fine dell'album, ripete in continuazione qualcosa che assomiglia alla frase: «Never Could Be Any Other Way» ("Non c'era altra soluzione", forse riferendosi alla scelta di nascondere al mondo la verità?), e, se sentita a rovescio, sembrerebbe dire «Will Paul Be Back as Heaven?» ("Tornerà Paul come in paradiso?"). Successivamente McCartney racconterà al suo biografo Barry Miles che nell'estate del 1967 un gruppo di ragazzi gli chiese spiegazioni circa il messaggio segreto nascosto nella traccia se ascoltata al contrario. Paul disse loro: «Vi sbagliate, dice solo It really couldn't be any other ("Davvero non potrebbe essere nessun altro")». Li portò a casa sua, suonò il disco al rovescio insieme a loro, e si accorse stupito che la frase gli sembrava invece proprio dire: «We'll fuck you like Superman» ("Ti fotteremo come Superman"). McCartney riferì a Miles che: «Non fu nulla di intenzionale, ma probabilmente quando ascolti un disco al contrario suona come una roba del genere... se ci provi davvero, puoi tirare fuori di tutto da qualsiasi cosa».

### Magical Mystery Tour (1967)
Nella copertina di Magical Mystery Tour, disco pubblicato nel 1967 in due formati (doppio EP per il mercato europeo e LP negli Stati Uniti) la parola "Beatles", guardata allo specchio, sembra rappresentare un numero di telefono, 5371438. Si dice che negli anni sessanta a quel numero rispondesse una voce registrata che diceva "Ti stai avvicinando". Sulla copertina, i quattro Beatles indossano degli strani costumi da animali psichedelici, i sostenitori del PID affermano che Paul, in qualche modo, sia il tricheco (l'unico personaggio che appare in nero sulla copertina dell'album). Anche sulla testa dell'ippopotamo (che dovrebbe essere Paul se non si tenesse conto delle teorie menzionate finora) appare una mano.

#### I was the walrus e The Walrus was Paul
Sempre su quest'album appare il tricheco di I Am the Walrus, anch'esso oggetto di numerose speculazioni. Per alcuni, sarebbe un simbolo di morte secondo la mitologia eschimese, anche se non sussistono prove certe di tale accostamento. È Lennon a cantare "Io sono il tricheco", ma nel booklet dell'album a "Little Nicola" (la bambina che appare nel film) viene attribuita la risposta: "No, you're not" (No, non sei tu). Sempre nello stesso brano si sente una voce in sottofondo che, riprodotta al contrario, sembrerebbe dire: «Ha ha, Paul is dead» ("Ha ha, Paul è morto"). Fra i numerosi effetti sonori, inoltre, vi è il brano del Re Lear di Shakespeare ("rubato" alla maniera di John Cage da una trasmissione radio) che recita "Oh, morte inopportuna". Precisamente, durante la coda strumentale finale della canzone, le drammatiche parole che si ascoltano, provengono da un frammento dell'edizione radiofonica del Re Lear (Atto IV, Scena VI), che fu aggiunto al brano direttamente registrando in diretta la messa in onda dell'opera sulla BBC (forse sul terzo canale BBC). Lo stralcio di dialogo che si sente alla fine della canzone, quindi, è la scena della morte del personaggio di Oswald («Oh untimely Death! Death! Bury my body, Bury me!» etc.).
Nel White Album Lennon avrebbe gettato ulteriore benzina sul fuoco cantando, nel brano Glass Onion (termine con cui secondo alcuni si indicherebbero le bare di vetro): «Here's another clue for you all, the walrus was Paul» ("Ecco un altro indizio per voi tutti, il tricheco era Paul"), frase che, secondo interpretazioni più convenzionali, avrebbe proprio il senso di schernire i fan troppo accaniti nella ricerca di indizi nascosti e messaggi in codice nell'opera del quartetto di Liverpool. Se la canzone viene ascoltata al contrario, secondo alcuni, si potrebbe sentire: «Paul took the wrong road» ("Paul prese la strada sbagliata").
A metà del video di I Am the Walrus, in corrispondenza delle parole: «Sitting in an English garden» ("Seduto in un giardino inglese", allusione a un cimitero secondo i sostenitori) si vedono prima i quattro Beatles schierati che indicano qualcosa, scena seguita da un breve fotogramma di un primo piano di Paul con gli occhi chiusi e subito dopo, quando la scena si riallarga, si vede sfrecciare sullo sfondo una macchina bianca, la cui traiettoria "attraversa" proprio la testa di Paul. Curiosamente lo stesso fenomeno accade anche nel videoclip della canzone Strawberry Fields Forever di poco precedente.
Altro brano del testo di I Am the Walrus che viene spesso preso in considerazione dai seguaci della teoria PID sono le parole cantate da Lennon: «Stupid bloody Tuesday» ("Stupido maledetto martedì"), in quanto la sera prima della presunta data della "morte" di McCartney indicata dalla leggenda, la sera dell'8 novembre (un martedì), ci sarebbe stata una lite tra Paul e gli altri membri dei Beatles la quale portò all'uscita dallo studio di quest'ultimo a tarda notte con conseguente incidente mortale.

#### Libretto fotografico di Magical Mystery Tour
Nel libretto fotografico di Magical Mystery Tour, presente nella versione in vinile dell'album pubblicato negli Stati Uniti, secondo i sostenitori della teoria sarebbero sparsi una moltitudine di indizi. Il risvolto di copertina presenta un disegno di quattro maghi: Paul ha il lato sinistro del viso nascosto e il suo è l'unico cappello decorato con fiori neri. La storia del libretto si apre poi con le parole: "Away in the sky, beyond the clouds, live four or five Magicians" ("Lontano nel cielo, dietro le nuvole, vivono quattro o cinque maghi"); il quinto mago sarebbe Campbell? A chi si riferisce il quinto mago presente?
A pagina 3 del libretto, Paul, in divisa da ufficiale dell'esercito inglese, appare seduto dietro a una scrivania con in bella mostra il cartello "I Was" ("io ero"); dietro di lui, bandiere britanniche piegate a lutto. A pagina 4 appare vestito da mago insieme con Ringo, con il cappello schiacciato; e a pagina 9 il disegno di Paul ha addirittura la testa fracassata.
Alle pagine 5, 10 e 13 Paul non indossa le scarpe (presunta simbologia che ricorre anche nel successivo Abbey Road).
A pagina 8 viene mostrata una scena non presente nel film, probabilmente tagliata in fase di montaggio: si vedono il cast e la troupe del film prendere parte a un pranzo in un ristorante. Se l'immagine viene ruotata di 90 gradi in senso orario sarebbe possibile scorgere l'immagine di un teschio danneggiato sul lato sinistro.

#### LOVE the 3 Beatles
Sulla grancassa della batteria Ludwig di Ringo a pagina 13 si legge "LOVE the 3 Beatles" ("amate i 3 Beatles"), anche se è bene precisare che il supposto "3" potrebbe essere interpretato come un semplice scarabocchio. Sempre nella stessa immagine, Paul appare scalzo e vicino a lui ci sono le sue scarpe (visibili anche nel filmato della canzone I Am the Walrus nella parte 0.06 in basso a sinistra) che sembrano macchiate di rosso (che alcuni hanno voluto interpretare come sangue). A pagina 23 Paul è l'unico a indossare un fiore nero all'occhiello mentre gli altri tre Beatles ne hanno uno rosso; altre mani sulla testa di Paul alle pagine 18 e 24. A pagina 15 un Paul (disegnato) giocherella con una macchinina sulla scrivania, come a voler suggerire un macabro riferimento all'incidente. Osservando il retro di copertina, girato di lato, e lasciando che gli occhi vadano fuori fuoco, sembra apparire l'acronimo RIP (Riposa In Pace).

#### Hello Goodbye, Strawberry Fields Forever e Blue Jay Way
I testi sono in questo caso meno ricchi di spunti; si è voluto leggere una sorta di sberleffo di Campbell a Paul nelle parole di Hello Goodbye: «You say goodbye, I say hello» ("Tu dici addio, io dico ciao", come a dire: "esci tu, entro io"), e c'è chi sostiene che Lennon, alla fine di Strawberry Fields Forever, dica: «I buried Paul» ("ho sepolto Paul") anziché, come parrebbe, «Cranberry sauce» ("Salsa al mirtillo rosso").
Nel brano di George Harrison Blue Jay Way, le liriche del testo: «Please don't be long, Please don't you be very long», se ascoltate al contrario rivelerebbero il seguente messaggio: «Paul is bloody, Paul is very very bloody» ("Paul è sanguinante, Paul è molto molto sanguinante").

#### Death Cab for Cutie
Nel film Magical Mystery Tour verso la fine è presente una scena nella quale John e George si recano in un night club per assistere a uno spogliarello. La band che suona nel locale è la Bonzo Dog Doo-Dah Band che esegue una strana canzone dal titolo Death Cab for Cutie nella quale viene narrata la storia di una ragazza che una notte prende un taxi e muore in un incidente stradale. Il termine "cutie" ("persona carina") è un aggettivo valido sia per i maschi sia per le femmine, e Paul durante l'apice della Beatlemania veniva definito dalla stampa proprio "Paul the cutie" ("Paul il bello"). Inoltre, in un'altra scena del film John chiama Paul con il nome "Bonzo", proprio come il gruppo che esegue il brano, e taluni hanno interpretato il fatto come se Lennon volesse porre l'attenzione proprio sul testo di Death Cab for Cutie. La canzone, un rock 'n' roll anni cinquanta, è diventata con il passare degli anni un piccolo classico underground nella zona di Liverpool e ha ispirato anche una band che ha deciso di chiamarsi come il titolo del brano.
Sempre in una scena del film, Paul vaga solitario per una collina come uno spettro (un presunto riferimento a Edgar Lee Masters) per l'esecuzione del brano The Fool on the Hill.

### Lady Madonna (1968)
Il singolo dei Beatles intitolato Lady Madonna e pubblicato nel marzo 1968 contiene i versi: «Wednesday morning papers didn't come» ("I giornali di mercoledì mattina non arrivarono"); che i sostenitori della leggenda interpretano come un riferimento al fatto che la notizia del decesso di Paul fu occultata e tenuta segreta alla stampa. Inoltre la data del presunto incidente (9 novembre 1966), come già detto più volte, era proprio un mercoledì.

### White Album (1968)
Nel poster all'interno del White Album (a pag. 18 nel libretto del disco) compare un individuo che sarebbe proprio Campbell prima della chirurgia plastica. In una foto di Paul che balla, due mani scheletriche sembrano volerlo afferrare dalla schiena. Nell'angolo in alto a sinistra del poster c'è una foto di Paul in una vasca da bagno (a pag. 3 del booklet del CD): la posizione della testa di Paul e la schiuma di sapone attorno suggeriscono la macabra scena del suo fatale incidente.

#### Don't Pass Me By
Per quanto concerne l'analisi dei testi dalla prospettiva del PID, si è già detto di Glass Onion (vedi Magical Mystery Tour).
In Don't Pass Me By Ringo canta: «I'm sorry that I doubted you, I was so unfair, You were in a car crash and you lost your hair» ("Mi dispiace di aver dubitato di te, sono stato così ingiusto, sei rimasto coinvolto in un incidente d'auto e hai perso i capelli"), tale strofa viene indicata dai seguaci della teoria come prova a sostegno della morte di McCartney avvenuta in un incidente d'auto in cui sarebbe rimasto decapitato, mentre tornava a casa dopo un litigio in studio con gli altri tre Beatles.

#### Revolution 9: «Turn me on, dead man»
Revolution 9 comincia con una voce che scandisce tre volte le parole: «Number nine», che se ascoltate al contrario suonerebbero come: «Turn me on, dead man» ("Eccitami, uomo morto"); il numero 9 si riferirebbe sia alla somma delle lettere che compongono il nome McCartney (nove, appunto), sia al giorno della presunta morte (il 9 novembre). Fra i rumori che compongono questo brano (non propriamente musicale) c'è anche una frenata d'automobile e uno schianto, e ascoltando la traccia al contrario si sentirebbe una voce che grida: «Get Me Out! Get Me Out!» ("Tiratemi fuori! Tiratemi fuori!") presumibilmente dall'auto in fiamme, un coro che sembra ripetere: «Paul is dead, Paul is dead», e una voce che grida velocemente: «I'm die!» ("Io sono morto!", in un inglese sgrammaticato), dopodiché si sentono delle urla, commenti su un chirurgo e un dentista che non avrebbero fatto bene il loro lavoro (su Campbell). Infine ci sono anche delle voci (probabilmente quelle di Lennon e Harrison) che dicono: «The watusi... The twist... Eldorado...» e che, se ascoltate al contrario, sembrano dire: «Paul is dead... since the... his suicide» ("Paul è morto... fin dal... suo suicidio").

#### I'm So Tired: Paul is a dead man. Miss him. Miss him. MISS HIM!
Alla fine di I'm So Tired, uno strano mormorio di Lennon, se ascoltato al contrario, sembrerebbe dire: «Paul is dead, man: miss him, miss him, miss him!» ("Paul è morto, amico: mi manca, mi manca, mi manca!"). Ulteriore clamore tra i sostenitori della PID ha suscitato l'uscita di una versione primitiva della canzone con un mixaggio differente sul documentario Anthology nel 1996. L'esecuzione della canzone termina con la strofa: «I'd give you everything I've got for a little peace of mind» (“Ti darei tutto quello che ho per un po' di tranquillità”) ripetuta per tre volte inframezzate da brevi colpi di batteria. Sopra l'ultimo colpo di grancassa, prima dell'ultima ripetizione della frase, si sente Lennon mormorare qualcosa di incomprensibile. Questo borbottio, suonato al contrario, sembra la voce di John che dice: «Are you listening?» ("State ascoltando?"). Quindi, prima Lennon sembra chiedere l'attenzione del pubblico, per poi dire pochi secondi dopo, come già detto, «Paul is a dead man. Miss him. Miss him. MISS HIM!» ("Paul è morto. Mi manca. Mi manca. MI MANCA!"). Curioso è il fatto che questo nuovo mormorio compaia solo nel documentario video e sia stato eliminato nella versione del brano presente sul disco Anthology 3.

#### «Can you take me back?»
Alla fine del brano Cry Baby Cry, e appena prima della sinistra introduzione di Revolution 9, compare Paul in una traccia fantasma non segnalata in alcun modo sul disco (originata da una take del brano I Will) che dice: «Can you take me back where are people? Can you take me back?» ("Puoi riportarmi dove sono le persone? Puoi riportarmi indietro?"), come a voler sottolineare un rimpianto del Paul ormai defunto che vorrebbe ritornare alla vita strappatagli troppo presto.

### Yellow Submarine (1969)
Sulla copertina di Yellow Submarine, ancora una volta compare una mano sopra la testa di Paul, anche se questa volta si tratta del gesto delle corna. Il sottomarino giallo sembra sepolto dentro una collina (alcuni hanno fatto notare la similitudine con una bara gialla).

#### All you need is love, Only a Northern Song e Yellow Submarine
In All You Need Is Love pare di sentire in sottofondo: «Yeah, he's dead, we loved you yeah, yeah, yeah» ("Sì, è morto, ti abbiamo amato"; effettivamente, il brano ripropone il ritornello di She loves you nella forma We loved you). Secondo alcuni invece i Beatles stanno solo dicendo «Yesterday» (che può sembrare un "Yes, he's dead") e «She loves you, yeah, yeah, yeah» (che può sembrare un "We loved you, yeah, yeah, yeah"), citando espressamente due dei loro più grandi successi del primo periodo della band.
In Only a Northern Song George canta: «If you think the harmony is a little dark and out of key, you're correct, there's nobody there» ("Se pensi che l'armonia sia un po' tetra e stonata, hai ragione, non c'è nessuno là"; ovvero al posto di McCartney secondo la teoria).
In Yellow Submarine, durante i rumori di metà canzone, al minuto 1:41 e al minuto 1:07, una voce parrebbe dire: «Paul is dead».
In una scena del lungometraggio Yellow Submarine appare brevemente una lapide mortuaria con la scritta "N° 49 Here Lie Buried William McMilley" ("Numero 49 - Giace qui sepolto William McMilley"). Oltre al fatto che il nome ricorda sia William (Campbell), il supposto rimpiazzo, sia McCartney (McMilley), è stato fatto notare che quattro sono le lettere che compongono il nome "Paul" e nove quelle che compongono il cognome "McCartney". Quindi "4-9 Here Lie Buried" starebbe a significare "Paul McCartney giace qui sepolto". Inoltre in un'altra scena del film appaiono sullo schermo per breve tempo due Paul McCartney in versione cartone animato, come per sottolineare che forse ne esiste più di uno. E quando il personaggio di Paul fa la sua prima entrata in scena, viene accolto da un suono di applausi e riceve un mazzo di fiori, come un attore che interpreta una parte.

### Abbey Road (1969)
La copertina di Abbey Road è forse quella in cui si trovano gli indizi più noti a sostegno della teoria sulla morte di Paul.
Il gruppo attraversa la strada in fila e i loro abiti suggerirebbero secondo alcuni una processione funebre: apre John completamente vestito di bianco (sacerdote o forse angelo?); Ringo indossa un sobrio completo nero che potrebbe far pensare al portatore della bara; Paul è a piedi scalzi, con gli occhi chiusi, e tiene la sigaretta con la destra pur essendo mancino (c'è però da dire che anche in una foto scattata nel 1964 e pubblicata nell'album Beatles for Sale, Paul tiene una sigaretta con la mano destra); e infine George in jeans e clarks potrebbe far pensare al becchino in abiti da lavoro per scavare la fossa. Paul, inoltre, è l'unico dei Beatles fuori passo rispetto agli altri (secondo i sostenitori della teoria, a simboleggiare la sua estraneità al "vero" gruppo). Sempre lo stesso Paul in un'intervista con David Letterman affermerà che nella copertina di Abbey Road la scelta di camminare scalzo era data dal caldo tremendo (ironico pensare che col caldo camminare sull'asfalto a piedi nudi sia impossibile).

#### LMW 28IF: copertina anteriore e posteriore
Sulla targa del Volkswagen Maggiolino bianco parcheggiato a sinistra nella foto di copertina, si legge "28IF" - "28 SE", interpretato come "28 anni SE fosse ancora vivo" (secondo alcune persone sulla targa dell'automobile c'è invece scritto "281F"). Questo indizio non è tecnicamente esatto, infatti, la foto venne scattata l'8 agosto del 1969 e Paul, nato il 18 giugno 1942, a quell'epoca aveva quindi 27 anni. Se però si considera che alcune dottrine calcolano l'età non a partire dalla nascita bensì dal concepimento, i conti tornerebbero.
Anche alla luce di questo il resto della targa, "LMW", è stato letto come "Lie 'Mongst the Wadding", poemetto dello scrittore statunitense Stephen Crane, anch'egli morto a 28 anni (il suo viso appare seminascosto da una mano sopra la testa di Paul nel famoso collage di Sgt. Pepper's). Altri hanno letto "LMW" come "Linda McCartney Widowed" (vedova) o come "Linda McCartney Weeps" (piange), ma anche questo indizio sembra inesatto: infatti se Paul fosse deceduto nel 1966 come da leggenda, dovrebbe essere la sua fidanzata dell'epoca, Jane Asher, a piangere, e non Linda che all'epoca della presunta morte non lo conosceva nemmeno. Altra voce parrebbe attribuire alla targa dell'auto LMW 28 IF la seguente dicitura: Living McCartney Was 28 If. Tale teoria, nel suo inglese sgrammaticato (e non senza forzature), vuole riallacciarsi al discorso dell'età di McCartney. Traducendo a senso (e rimettendo le parole nella loro posizione corretta) si potrebbe tradurre: "Se Paul McCartney fosse in vita, avrebbe 28 anni" (nel 1969).
Dall'altra parte della strada c'è un camioncino della polizia, simile a un carro funebre, che i fautori della teoria sostengono essere l'automezzo che all'epoca accorreva in soccorso negli incidenti stradali. Mossa sullo sfondo, si vede un'automobile che si allontana, esattamente in linea con Paul. L'unico numero civico che appare sembrerebbe un 3, corrispondente al numero dei Beatles superstiti; sul retro copertina, la "S" di Beatles è spezzata e, subito accanto, un riflesso sul muro sembra comporre un teschio. Infine, davanti alla parola "Beatles" si vedono dei fori sul muretto, che, se uniti fra di loro, formerebbero ancora un 3.

#### She Came in Through the Bathroom Window
Nel testo di She Came In Through the Bathroom Window alcuni versi sono stati interpretati come indizi sulla vita di William prima di prendere il posto di McCartney nei Beatles: «So I quit the police department and got myself a steady job» ("Così lasciai il dipartimento di polizia e mi trovai un lavoro fisso").

#### Come Together: «One and one and one is three»
E in Come Together John canta: «One and one and one is three» ("Uno più uno più uno fa tre"), per la leggenda, un'osservazione sul numero effettivo dei veri Beatles rimasti. Nel verso successivo, sempre John dice: «Got to be good-looking 'cause he's so hard to see», e cioè "Ci vuole un buon occhio perché lui è molto difficile da vedere": si riferisce forse a Paul visto che, secondo la leggenda, lui dovrebbe essere morto e quindi "invisibile", oppure interpretabile come "Ci vuole buon occhio per accorgersi che non si tratta del vero Paul". È anche interpretabile come "Deve essere di bell'aspetto perché è molto difficile da vedere" e Paul è sempre stato il Beatles dal bell'aspetto.

### Let It Be (1970)
Sulla copertina di Let It Be, Paul guarda in direzione diversa dagli altri ed è l'unico ad apparire su sfondo rosso (ancora interpretato come un riferimento al sangue).
In più, se si ascolta al contrario il ritornello dell'omonimo brano, sembrerebbe possibile percepire la frase: «He's been dead» ("Lui è morto"); e se il ritornello di Get Back viene fatto scorrere al rovescio si potrebbe altresì sentire: «I need some wheels! Help me! Help me!» ("Aiuto, aiuto, ho bisogno di copertoni!"), un supposto riferimento all'incidente stradale.

### Free as a Bird (1995)
Nel video della canzone Free as a Bird (inedito originariamente di Lennon, riarrangiato dai Beatles superstiti nel 1994 e reso pubblico nel novembre 1995) che mostra alcune scene di vita inglese e dei Beatles riprese dal punto di vista di un volatile, al minuto 1:24 comincia una scena di una manciata di secondi in cui tre Beatles attraversano una strada di corsa affiancando una macchina nera identificabile come un carro funebre con le porte posteriori aperte.
Al minuto 1:57 si vedono i tre Beatles vestiti di nero e Paul vestito di rosso, scena derivata dal video di Penny Lane (ancora un altro presunto riferimento al sangue) e dal minuto 2:20 (in un fotogramma al minuto 2:21, nel vetro della camionetta della polizia appare un riflesso delle fronde di un albero, in cui i sostenitori della leggenda hanno voluto scorgere un'immagine simile al volto di Paul cadavere) al minuto 2:28 è rappresentata la scena di un violento incidente stradale di una vettura sportiva targata YFE.
Al termine del video, dopo una sequenza in un cimitero (dove si vede il cane di Paul, Martha, correre come se cercasse il suo padrone e dove, in una cappelletta, si vede il cartello di Sgt. Pepper), prima che la scena si sposti passando per la sagoma di Paul McCartney saltellante sul celebre attraversamento pedonale di Abbey Road, la ripresa passa davanti a una tomba con scritto il nome di Eleanor Rigby, già titolo dell'omonimo brano presente nell'album Revolver del 1966, che si riferirebbe, come già detto, al funerale segreto di Paul. Inoltre, sulla lapide sembra sia stata aggiunta una foto di Paul in trasparenza.
Infine, al termine del video e della canzone si sente un ennesimo borbottio da parte di Lennon dal significato indecifrabile, che, se mandato al contrario rivelerebbe la frase: «Hear that noise again, guess who's dead», ovvero "Riascolta quel rumore, indovina chi è morto".

### Anthology 2 (1996)
Nel secondo volume della collana Anthology si vede una foto (ripresa dal set fotografico dell'album Sgt. Pepper Lonely Heart's Club Band) che ritrae i quattro Beatles seduti e vestiti con le tipiche giubbe colorate. Al centro si nota un sorridente Paul McCartney. Accanto a lui, alla sua destra, uno scettico e accigliato John Lennon osserva da vicino il compagno, volgendo uno sguardo attento alla zona tra l'orecchio e il collo di Paul McCartney. Per i sostenitori della leggenda PID ciò sta a significare, da un lato, il fatto che John non riconosca la persona che ha accanto come l'amico di sempre (Paul è stato sostituito) e, in secondo luogo, che lo stesso John stia cercando sul viso del compagno i segni della sostituzione, ovverosia le cicatrici lasciate dagli interventi di chirurgia plastica che avrebbero aiutato il falso Paul a essere più somigliante al vero.

### Anthology 3 (1996)
La copertina del terzo volume dell'Anthology mostra i visi dei Beatles presi dalla copertina di Let It Be, ma mentre le foto di Ringo, John e George sono esattamente quelle dell'album in questione, l'immagine di Paul è stata sostituita da quella presente sull'album Rubber Soul. I sostenitori del PID affermano quindi che sia stata volutamente inserita un'immagine del "vero" Paul precedente all'incidente mortale, invece che quella del suo rimpiazzo.

### Let It Be... Naked (2003)
Nel booklet interno dell'album Let It Be... Naked ci sono una serie di fotografie e un copione. Una delle foto mostra Paul che tiene in mano una tazza nella mano destra vicino alla scritta "As Nature Intended" ("Come natura ha creato"). Dato che McCartney è mancino, si è voluto vedere un ironico riferimento al falso Paul che invece sarebbe destro.

### LOVE (2006)
Sulla copertina della raccolta Love prodotta da George Martin nel 2006, associati alle sagome dei quattro Beatles ci sono alcuni piccoli cuori, ma sono soltanto tre. Inoltre, specchiando a metà la scritta LOVE, come nel caso del famigerato indizio della grancassa di Sgt. Pepper's, apparirebbe la scritta CODE ("codice"), e a detta della stessa casa discografica, esisterebbe veramente un "codice" nascosto nell'album.
Infine, specchiando la scritta come detto sopra, all'interno della lettera O e ruotandola in senso antiorario si nota una forma che può ricordare i baffi del McCartney della copertina di Sgt. Pepper's Lonely Hearts Club Band (i presunti "fake moustache") oppure le zanne di un tricheco (ennesimo riferimento al Walrus).

## Album solisti

### McCartney, Paul McCartney (1970)
Sulla copertina del primo album solista di Paul dopo la fuoriuscita dai Beatles, intitolato semplicemente McCartney, è presente una tazza vuota, la quale reca esplicitamente traccia di avere contenuto ciliegie, per via del succo rosso rimasto sul fondo e delle stesse sparse sul tavolo. Poiché esiste un vecchio detto inglese che dice: "La vita è come una tazza piena di ciliegie", una tazza che prima conteneva ciliegie e in seguito viene mostrata vuota starebbe a simboleggiare che la vita non c'è più, è terminata.

### All Things Must Pass, George Harrison (1970)
Nel primo album da solista di George Harrison, All Things Must Pass del 1970, un nastro alla rovescia presente nel brano It's Johnny's Birthday sembrerebbe dire: «He never wore his shoes, We all know he was dead» ("Non ha mai indossato le scarpe, sappiamo tutti che era morto") con evidente richiamo alla copertina di Abbey Road dove McCartney appare proprio scalzo.

### Ram, Paul McCartney (1971)
Sulla copertina dell'album Ram di McCartney uscito nel 1971, compare sul lato destro una piccola scritta che recita "L.I.L.Y." La spiegazione ufficiale è che sia un acronimo per "Linda I Love You", un messaggio d'amore inserito da Paul per la moglie. I sostenitori PID invece sostengono che specchiando a metà la scritta, come nel caso delle parole "Lonely Hearts" su Sgt. Pepper's, riappaia il messaggio "I I I X" del Drum Clue, e cioè, a seconda di come si voglia interpretarlo: Tre vivi uno morto, 11 settembre, o 9 novembre, le date ipotetiche della presunta morte del vero Paul McCartney.

### Band on the Run, Paul McCartney & Wings (1973)
Il testo di Band on the Run, famoso brano e titolo dell'omonimo album di Paul McCartney & Wings del 1973, contiene le strofe: «Stuck inside these four walls, sent inside forever, never seeing no one nice again like you» ("Chiuso dentro queste quattro mura, per sempre, senza poter rivedere mai nessuno dolce come te"), «If I ever get out of here, thought of giving it all away, to a registered charity» ("Se mai uscirò di qui, ho pensato di donare tutto a qualche ente di beneficenza") che sono state interpretate dai sostenitori PID come il lamento del supposto "rimpiazzo" costretto a rinunciare alla sua vera vita per interpretare il ruolo di Paul per sempre.

### London Town, Wings (1978)
Le copie originali dell'LP London Town di Paul McCartney & Wings contenevano un poster nel quale si vede un'immagine di Paul e Linda a bordo di una barca con la parola "SUBSTITUTE" ("sostituto") scritta sopra di loro (è visibile nell'angolo in alto a destra).

### McCartney II, Paul McCartney (1980)
Qui l'indizio sarebbe tutto nel titolo e nell'immagine di copertina dell'album solista di Paul McCartney del 1980. Il titolo (McCartney due o McCartney secondo) può essere interpretato come un riferimento al doppio Paul, al fatto che ne esistano due (l'originale e il sostituto) oltre al fatto che effettivamente sia il suo secondo album solista a intitolarsi McCartney dopo quello del 1970. Inoltre, in copertina, un primo piano del volto di Paul ritratto in un'espressione sbigottita, riflette singolarmente due ombre sul muro.

### Give My Regards to Broad Street (1984)
Nel film del 1984 con protagonista Paul McCartney intitolato Give My Regards to Broad Street, c'è una scena in cui egli entra in una stanza dove si trovano due uomini, ne segue una presentazione in cui viene detto: «Conosci William?» Quindi, secondo i sostenitori PID, "Faul" (il falso Paul) verrebbe presentato con il suo vero nome.

### Cloud Nine, George Harrison (1987)
Altri indizi possono essere desunti dal videoclip della canzone When We Was Fab, contenuta nell'album Cloud Nine di George Harrison, datato 1987. Il pezzo è dedicato al ricordo e ai fasti del periodo in cui Harrison faceva parte dei Beatles (il titolo fa riferimento al fatto che il gruppo venisse spesso chiamato, da fan e stampa, Fab Four) e vede la partecipazione, oltre ai musicisti Jeff Lynne ed Elton John, anche dell'altro Beatle Ringo Starr nelle vesti di facchino e batterista.
Al minuto 0:21 del video la scena viene occupata dalla fiancata di un furgoncino bianco che si scopre essere il mezzo di un negozio che consegna strumenti musicali (si legge "Fab Gear Musical Instruments Delivery Ltd."). Ebbene come si può notare meglio al minuto 0:25 tra le lettere A e R della parola GEAR, vi sono tre corde. Ciò farebbe pensare a un chiaro rimando alle tre corde del basso composto di fiori presente nella copertina dell'album Sgt. Pepper's Lonely Hearts Club Band laddove si sostiene che la quarta corda mancante indichi espressamente che il quarto componente dei Beatles, ovvero Paul McCartney non c'è più.
Sempre all'interno dello stesso video al minuto 2:00 George Harrison si ritrova a suonare assieme a Ringo Starr, impegnato alla batteria alla sua sinistra e a una misteriosa figura in costume nero da tricheco alla sua destra. Si noti che lo strano musicista, suona un basso che viene impugnato da mancino. Ciò sarebbe, ovviamente, un chiaro riferimento a Paul McCartney in una fantasiosa reunion del Beatles superstiti (si ricordi che John Lennon a quell'epoca era già morto e viene ricordato nel video da una copia dell'album Imagine portata da Neil Aspinall che attraversa la scena mentre i tre suonano). Intervistato in merito nel 1988, George Harrison dichiarò che si trattava proprio di McCartney che quel giorno, sentendosi timido, aveva indossato il suo costume da tricheco. Di diverso avviso Paul McCartney affermerà di essere stato realmente contattato da George Harrison ma che, essendo impegnato, suggerì all'ex compagno nei Beatles di prendere una persona, vestirla da tricheco e dichiarare che fosse lui. Tale evento potrebbe essere un altro chiaro rimando al fatto che il tricheco sia Paul («The Walrus Was Paul»), altro famoso indizio oggetto di discussione tra i sostenitori della leggenda PID.

### Chaos and Creation in the Backyard, Paul McCartney (2005)
Il titolo dell'album da solista di McCartney del 2005, Chaos and Creation in the Backyard, secondo i complottisti PID sarebbe l'anagramma (voluto intenzionalmente dall'artista) dell'inquietante He Died in a Car Crash on a Batty Conk ("Morì in un incidente d'auto con un violento colpo alla testa").

### Memory Almost Full, Paul McCartney (2007)
Nell'album di Paul McCartney Memory Almost Full del 2007, ascoltando al contrario il brano Gratitude, si riuscirebbero a percepire queste parole: «Who is this now? Who is this now? I was... Willie Campbell!» ("Chi è questo, adesso? Chi è questo, adesso? Io ero... Willie Campbell!").

## Confutazioni
La leggenda della morte di Paul presenta numerose incongruenze, a partire dal già menzionato problema di come un sosia avrebbe potuto sostituire e imitare così efficacemente un polistrumentista e cantante del livello di McCartney, e oltretutto essere (o fingersi) mancino come il vero Beatle. Ipotizzare che Yesterday e Penny Lane siano state scritte da due autori diversi non è certamente semplice. Molte date non coincidono; Help!, Rubber Soul, Revolver e Yesterday and Today, per esempio, sono antecedenti alla presunta morte.

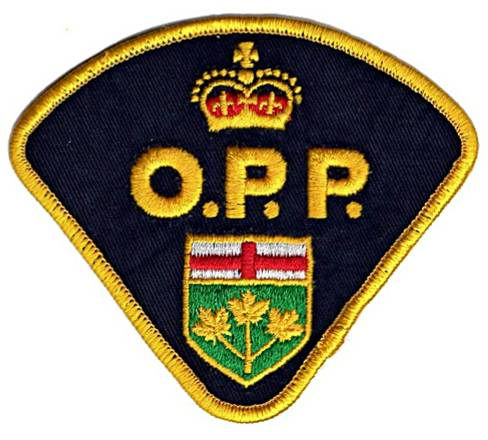
Distintivo della Ontario Provincial Police

Per fare un altro esempio sul distintivo della giacca di Paul fra le fotografie interne di Sgt. Pepper le lettere sono O.P.P. (e non O.P.D, anche se lo stesso Paul a LIFE affermerà così), che stanno per Ontario Provincial Police, distintivo ricevuto da Paul quando i Beatles suonarono a Toronto nel 1965 e con la seconda "P" trasformata in "D" dalla piega della giacca. Inoltre nella copertina di Sgt. Pepper's Lonely Hearts Club Band la mano sulla testa di Paul è quella dell'attore Issy Bonn che saluta il pubblico, e la collocazione sul capo del musicista è secondo Peter Blake una pura coincidenza.
La fototessera presente nel poster del White Album, che rappresenterebbe Campbell prima della plastica facciale, non è altri che McCartney stesso camuffato con occhiali e baffi finti, come faceva abitualmente negli anni della Beatlemania per sfuggire ai fan scalmanati. Sempre nello stesso album, al termine di I'm So Tired la frase mormorata da Lennon e poi incisa al contrario è "Monsieur, monsieur, let's have another one?" e non "Paul is a dead man. Miss him. Miss him. Miss him". Alla fine di Strawberry Fields Forever, a un più accurato ascolto, Lennon dice "Cranberry sauce" ("Salsa di mirtillo") e non "I buried Paul" ("Ho sepolto Paul"), circostanza confermata soprattutto dall'uscita sull'Anthology dei differenti provini della canzone, dove le parole di Lennon sono nettamente più comprensibili.
È ampiamente documentato che il 12 novembre 1966, tre giorni dopo la data classica della presunta tragedia, Paul McCartney e Mal Evans partirono per una vacanza-safari in Kenya, pertanto risulta poco credibile che i Beatles (o qualcun altro per conto loro) possano aver trovato un perfetto sosia di Paul in appena due giorni. Anche la targa "28IF" di Abbey Road è poco convincente perché Paul, nato il 18 giugno 1942, avrebbe avuto (o aveva) 27 anni e non 28 alla data in cui l'album fu pubblicato. Quanto al riferimento alla "Vedova McCartney" riportato sulla targa stessa, la data della presunta morte implicherebbe che l'uomo che Linda incontrò per la prima volta a un party nel 1967 (e che avrebbe poi sposato il 13 marzo 1969) fosse fin da allora l'"impostore" anziché il vero Paul. Per quel che riguarda i supposti messaggi nascosti ascoltando alla rovescia le canzoni, non sono mai attendibili al cento per cento poiché a ognuno può sembrare di sentirci qualsiasi cosa ed è quindi fin troppo semplice ridurre il tutto a una tipica forma di suggestione.
Più in generale, nel valutare le singolari coincidenze citate nelle sezioni precedenti occorre ricordare che i dettagli della leggenda PID furono definiti gradualmente, in molti casi a posteriori rispetto alla comparsa degli "indizi" nella discografia dei Beatles (si veda per esempio il caso di "Padre McKenzie"). Non si può escludere, peraltro, che i Beatles abbiano volutamente "giocato" con la leggenda che stava nascendo, o che l'abbiano alimentata inconsapevolmente attraverso qualche scelta fatta con altri intenti (per esempio è vero che Paul è spesso "fuori schema" rispetto agli altri Beatles nelle copertine e nelle foto ufficiali: di spalle, di profilo). Lennon, in particolare, amava l'humor nero: una foto, tra quelle degli esordi al Cavern, mostra il chitarrista che si finge morto, mentre gli altri componenti della band lo vegliano. E il gioco venne ripetuto anche durante un'altra sessione fotografica svoltasi nel 1968 ai tempi dell'uscita del White Album, sempre con Lennon nella parte del morente. Con la leggenda PID sarebbe soltanto "cambiato" il Beatle morto. Molti indizi successivi, compresi tutti quelli presenti nei dischi solisti dei singoli Beatles, sono posteriori alla nascita e diffusione della leggenda (1969), e quindi potrebbero essere stati inseriti intenzionalmente come ironico commento alla storia (si veda per esempio l'indizio presente nell'album All Things Must Pass di Harrison), cosa che sarebbe stata in perfetta sintonia con il particolare senso dell'umorismo dei quattro. Infine, nell'epoca della presunta morte con ogni probabilità non ci sarebbero stati mezzi per compiere un'operazione chirurgica come quella che si dice sia stata fatta sul rimpiazzo.

### Paul Is Live, Paul McCartney (1993)

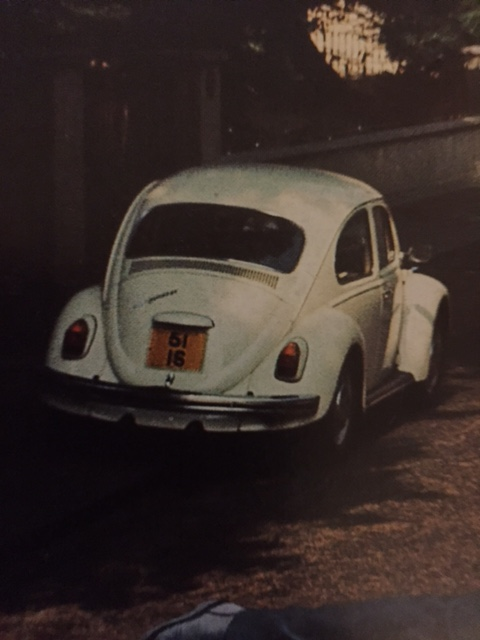
Particolare della targa del Maggiolino Volkswagen tratto dalla copertina dell'album Paul Is Live di Paul McCartney

Lo stesso Paul McCartney prende parte, in modo ironico, alla diatriba avente per oggetto il suo destino. Nell'album solista dal vivo Paul Is Live, pubblicato nel 1993, torna ad attraversare le strisce di Abbey Road, stavolta in compagnia di un cane (un bobtail di nome Arrow di proprietà di suo figlio James), che nell'immagine di copertina, sembra trascinarlo, pur restando fermo. L'immagine vuole essere l'ideale continuazione della copertina del celeberrimo album Abbey Road dei Beatles, datato 1969. A ben vedere, il maggiolino Volkswagen sulla sinistra dell'osservatore è ancora ben visibile sullo sfondo; questa volta, però, la targa dell'auto, anziché recare la scritta 28 IF (28 SE - ovvero l'età di Paul se fosse stato ancora in vita secondo i fautori della teoria), presenta la dicitura 51 IS, come a voler dire che Paul c'è (IS) e ha 51 anni (e nel 1993 McCartney risulta avere effettivamente 51 anni). La foto della copertina dell'album venne scattata il giorno 22 luglio 1993 da Iain Macmillan, stesso autore della celeberrima foto di copertina di Abbey Road, e McCartney, nell'occasione, indossò un completo confezionato dal sarto inglese Edward Sexton, che aveva già prodotto l'abito che Paul indossava 24 anni prima nella foto di Abbey Road.

## Smentita ufficiale
Il 21 ottobre 1969 l'ufficio stampa ufficiale dei Beatles emise un comunicato stampa per smentire le dicerie crescenti circa la morte di McCartney, definendo l'intera faccenda "un cumulo di stupidaggini" e aggiungendo: «La storia circola già da circa due anni, riceviamo centinaia di lettere da sballati di ogni genere ma Paul è ancora tra noi». Il clamore attorno alla faccenda cominciò a scemare quando, il 7 novembre 1969, la rivista Life pubblicò un lungo articolo intitolato "Paul is still with us" ("Paul è ancora tra noi") contenente un'intervista con McCartney nella sua fattoria in Scozia, nella quale egli disse: «Forse la voce ha cominciato a diffondersi perché non sono apparso molto sui giornali ultimamente. Sono stato assediato dai giornalisti per una vita intera, e non ho niente da dire in questi giorni. Sono felice di stare insieme con la mia famiglia e lavorerò quando avrò voglia di lavorare. Sono stato sotto pressione per dieci anni e non ho mai staccato la spina un attimo. Adesso mi prendo una pausa ogni volta che posso. Preferirei essere un po' meno famoso di questi tempi». Sempre nel corso dell'intervista, a proposito dei famigerati indizi aggiunse: «È tutto così dannatamente stupido. Presi quel distintivo OPD in Canada. Era un distintivo della polizia. Forse significa Ontario Police Department o qualcosa del genere. Avevo un fiore nero all'occhiello perché erano finiti quelli rossi. È John, non io, con il costume nero sulla copertina di Magical Mystery Tour. In Abbey Road indossavamo i nostri vestiti di tutti i giorni. Camminavo scalzo perché era una giornata molto calda. La Volkswagen era semplicemente parcheggiata là».

## Riferimenti al PID nella cultura popolare e nelle arti
Già prima della fine dell'ottobre 1969, data della diffusione ufficiale della notizia, furono pubblicati svariati dischi a tema PID, come The Ballad of Paul del gruppo Mystery Tour, Brother Paul di Billy Shears & the All Americans, e So Long Paul di Werbley Finster, pseudonimo di José Feliciano.
Nel maggio 1969, Terry Knight, cantante sotto contratto con la Capitol Records, etichetta negli Stati Uniti dei Beatles, pubblicò su singolo una canzone chiamata Saint Paul che parlava dell'imminente scioglimento dei Beatles. Il brano raggiunse la posizione numero 114 in classifica a fine giugno per poi ridiscendere verso il basso. Qualche mese dopo, il brano venne ritrasmesso dalle radio che cominciarono a trasmettere il pezzo ad alta rotazione come omaggio al "vero" Paul McCartney.
Il brano How Do You Sleep? del celebre album Imagine di John Lennon (1971) è un feroce attacco a McCartney; con riferimento alla vicenda del PID, Lennon canta: «Those freaks was right when they said you was dead» ("Quei matti avevano ragione quando dicevano che eri morto"). Il senso della frase ovviamente non va letto come una rivelazione della "veridicità" della teoria del PID, ma solo un'aperta critica alla carriera artistica di McCartney (come dire: "Non hai fatto niente di importante"); altri versi dello stesso brano recitano per esempio «The only thing you done was Yesterday» ("L'unica cosa che hai fatto è Yesterday") e «the sound you make is muzak» «...to my ears / you must have learned something in all those years» ("I suoni che fai sembrano musica da ascensore alle mie orecchie / dovresti aver imparato qualcosa in tutti quegli anni").
A novembre del 1969, in Canada, proprio all'apice della diffusione della leggenda "Paul Is Dead", venne pubblicato dalla Polydor Records l'album compilation Very Together, contenente materiale dei primissimi Beatles risalente al 1961 quando suonavano insieme con Tony Sheridan. La copertina del disco mostra quattro candele inserite in un candelabro. Tre di queste sono accese mentre una è stata spenta da poco. Tale misteriosa copertina venne interpretata come un ennesimo indizio. In quest'ottica le quattro candele simbolizzerebbero i quattro Beatles, e la candela smorzata sarebbe il Beatle morto (Paul). A giugno 1970 è stata pubblicata una storia di Batman (n. 222 versione USA) ispirata al PID, nella quale il cavaliere oscuro cerca di svelare il mistero della sparizione e sostituzione di un membro della band inglese "Oliver Twists". Inoltre, Paul ha prestato la propria voce al suo personaggio in una puntata dei Simpson, alla fine della quale ricorda: «Oh, by the way: I'm alive and I'm amazed» ("Oh, e a proposito: sono vivo e sono sorpreso").
Paul McCartney ha mantenuto un atteggiamento divertito rispetto a questa vicenda («Le voci sulla mia morte sono oltremodo esagerate. Comunque, se fossi morto, sarei stato sicuramente l'ultimo a saperlo»). Quando McCartney venne intervistato all'interno di uno sketch nel programma televisivo statunitense Saturday Night Live nel 1993, il comico Chris Farley gli chiese: «Ricordi quando eri nei Beatles e presumibilmente eri morto, e c'erano tutte quelle tracce e indizi, come la riproduzione di un brano all'indietro che dice 'Paul è morto, Paul è morto'... Quello era uno scherzo, vero?» McCartney rispose: «Sì. Non ero veramente morto.»
Nel 2000 la storia ha ispirato il film Paul Is Dead scritto e diretto da Hendrik Handloegten. La pellicola si è aggiudicata il Gran Premio della Giuria allo Slamdance Film Festival del 2001. Andru J. Reeve ha scritto il saggio Turn Me On, Dead Man – The Beatles and the „Paul-Is-Dead“ Hoax nel quale analizza attentamente la leggenda PID.
Todd Loren ha scritto un'opera a fumetti intitolata Paul McCartney, Alive or Dead?, ambientata in un universo parallelo dove la leggenda PID è vera. Ernst Schultze è l'autore del romanzo Carry That Weight: The Story of the Beatles. La trama del libro prende spunto dalla premessa che il rimpiazzo di Paul, William Campbell, dimostrò di avere maggiore talento del Paul McCartney originale. Jerome Wallerstein ha scritto un romanzo di fantasia ispirato alla teoria PID il cui titolo è I Buried Paul.
Il duo italiano VI April Street prendendo ispirazione dalla leggenda sulla presunta morte di Paul McCartney, ha composto un brano intitolato Who is Paul? Il libro di Wu Ming 1 La Q di Qomplotto. QAnon e dintorni: come le fantasie di complotto difendono il sistema contiene una dettagliata disamina della leggenda PID, della sua genesi e dei suoi effetti sulla cultura cospirazionista dei decenni successivi. L'autore romano Glauco Cartocci ha pubblicato un libro nel 2011 dal titolo Paul is dead? Il caso del Doppio Beatle. Il più completo dossier sulla "morte" di Paul McCartney in cui vengono spiegate le diverse teorie sulla PID e dove vengono esaminati i diversi indizi nelle copertine, nei videoclip e nelle interviste.

## Analisi biometriche
Nel 2009, due periti italiani, l'informatico Francesco Gavazzeni e l'anatomopatologa Gabriella Carlesi, esperti nel riconoscimento craniometrico hanno svolto un approfondito studio di antropometria e craniometria su immagini di Paul McCartney, scattate prima e dopo la data del presunto incidente in cui l'artista avrebbe trovato la morte, allo scopo di confrontarne le caratteristiche biometriche e ottenere così indicazioni sull'identità tra i soggetti da esse ritratti. Lo studio non è stato in grado di confermare trattarsi della stessa persona, in quanto il confronto dei dati biometrici (analisi della forma del cranio e della mandibola, della curva mandibolare, dei padiglioni auricolari, della commessura labiale, della dentatura e del palato) ha mostrato discrepanze, possibili nel confronto tra due individui somiglianti. Nei primi mesi del 2012 il ricercatore Daniele Gullà ha compiuto ulteriori analisi fisiognomiche e vocali, evidenziando scostamenti notevoli fra i due soggetti.

## Grafologia
Elena Marchetti, perito grafologo, ha esaminato testi e autografi di McCartney presenti nei libri curati dagli stessi Beatles prima e dopo il 1966 e ha evidenziato alcune differenze: infatti, nella scrittura post '66,  esaminata la parola 'to', viene disegnata prima l'asta, successivamente viene disegnato il taglio orizzontale della t e solo in seguito viene disegnata la lettera o senza però staccare mai la penna dal foglio, cosa che invece in una lettera del 1961 non trova riscontro. Qui viene disegnata prima l'asta della t, senza mai staccare la penna, viene inoltre scritta la lettera o per poi arrivare, con un movimento a sinistra, a tracciare orizzontalmente la linea della t. Non solo, nella lettera 'g' si sono trovate delle divergenze. Nel 1961 l'ovale della lettera g presenta il punto d'attacco in alto e l'occhiello della lettera parte da destra per poi scendere, mentre dopo il 1966 accade il contrario.

## Ipotesi sull'identità del presunto rimpiazzo
Nel corso degli anni, i sostenitori del complotto hanno individuato alcuni possibili nomi per l'identità di chi avrebbe sostituito il vero Paul McCartney. Già si è detto del teatrante scozzese (o londinese secondo altre fonti) William Campbell, oltre a questo il nome più ricorrente è quello dell'ex poliziotto canadese William "Billy" Sheppard; ma ad aggiungersi a questi due, di volta in volta sono stati indicati anche Phil Ackrill, membro nei primi anni sessanta della band The Diplomats; Billy Shepherd, autore di un misconosciuto libro sui Beatles intitolato The True Story of the Beatles uscito nel 1964; il musicista Bill Shepherd, compositore, arrangiatore e session man, membro negli anni sessanta del gruppo "Billy Pepper and the Pepperpots" che nel 1964 pubblicò due album di cover di pezzi dei Beatles (Merseymania e More Merseymania); addirittura Vivian Stanshall, il cantante della Bonzo Dog Doo-Dah Band, e Tara Browne, rampollo della famiglia Guinness amico dei Beatles e deceduto ufficialmente in un incidente d'auto nel '66, e infine, comicamente, anche Neil Aspinall, del quale una piccola foto da giovane presente sul poster accluso al White Album, è stata scambiata per quella di un "misterioso imitatore vocale" sfiorando l'assurdo.

## Aston Martin DB5
Nel dicembre 2010, la rivista Gente ha dato la notizia che l'Aston Martin DB5 "Saloon" appartenuta a McCartney nel 1966, e alla guida della quale, secondo i sostenitori del PID, avrebbe avuto il fatale incidente automobilistico, è stata rintracciata ed è in fase di restauro presso un'officina di Corsico nell'hinterland milanese, di proprietà del meccanico Walter Baroni, esperto di auto d'epoca britanniche, dietro ordine del nuovo proprietario. Sull'auto sono stati rinvenuti segni di un passato incidente che risalirebbero proprio al fatidico 1966, tra cui tracce di sangue. I segni di tale urto non sembrerebbero essere così evidenti da aver potuto causare la morte o il ferimento grave del guidatore al momento dello scontro.

## Internet
Con l'avvento di Internet le voci sulla leggenda "Paul è morto" hanno trovato nuova linfa vitale. Diversi siti web hanno sostenuto (e sostengono tuttora) come le prove fotografiche dimostrino che il McCartney di prima e dopo la fine del 1966 non possa essere la stessa persona, anche se i due individui hanno caratteristiche simili tra loro. Alcune nuove teorie suggeriscono che McCartney sia stato rapito e successivamente ucciso (sempre nel 1966). Nel 2001, si è sparsa persino la notizia dell'esistenza di presunte registrazioni vocali effettuate da George Harrison prima della sua morte, illustrate nel corso di un servizio televisivo prodotto dalla società di produzione indipendente "Highway 61" e delle quali non è mai stata dimostrata l'autenticità, in cui viene "confermata" la leggenda PID (anche se con qualche variante significativa) indicando i motivi che hanno portato all'insabbiamento dell'intera faccenda: la necessità di evitare una possibile ondata di suicidi tra i fan di McCartney, nonché gli interessi economici e politici in ballo. Nella gigantesca operazione di copertura avrebbero avuto un ruolo attivo i servizi segreti britannici (MI5). L'incapacità di sostenere la menzogna sarebbe stata la causa primaria dello scioglimento dei Beatles. Secondo questa versione della leggenda, "Faul" (così viene chiamato il sosia di Paul McCartney), non avrebbe rispettato l'accordo di ritirarsi dalla musica una volta scioltasi la band, sviluppando il proprio talento musicale, a scapito della figura del defunto Beatle. Anche l'omicidio di Lennon (avvenuto nel 1980) sarebbe connesso con quanto successo: Lennon aveva minacciato di rivelare la verità, venendo così messo a tacere dai servizi segreti.
Un caso particolarmente curioso è la serie di filmati della serie The Rotten Apple immessi in rete (principalmente su YouTube) a partire dalla fine del 2006 dall'internauta che si cela dietro lo pseudonimo "Iamaphoney". Si tratta di un vero e proprio "compendio PID" che ripercorre tutti gli indizi noti e meno noti della leggenda con numerose aggiunte originali, il tutto visto sotto la luce della cosiddetta "pista satanica" che vorrebbe identificare nell'uomo che, secondo Iamaphoney, si fa passare attualmente come Paul McCartney, un adepto, il figlio, o addirittura la reincarnazione dell'occultista Aleister Crowley (che effettivamente appare tra il collage di personaggi famosi presente sulla copertina di Sgt. Pepper's Lonely Hearts Club Band). Nello specifico, oltre a decine di presunte prove, Iamaphoney mette in risalto il fatto che tra le opere di Crowley ci sia un trattato esoterico dal titolo The Winged Beetle, e che, curiosamente, i due gruppi di cui Paul McCartney ha fatto parte in carriera si chiamano proprio Beatles e Wings. I filmati vengono presentati con suggestivi montaggi audio/video in cui si trova veramente di tutto: frasi fuori contesto, situazioni disparate tratte da film, immagini di repertorio, interviste di epoche diverse in cui ogni frase registrata dai Beatles viene ripassata alla rovescia, trovando messaggi nascosti e sinistri presagi. L'operazione non è esente da pesanti sospetti di manipolazioni ormai alla portata di tutti grazie alle moderne tecnologie digitali.